# Stadhuis van Bergen
Het Stadhuis van Bergen (Frans: Hôtel de ville de Mons) is een historisch monument op de Grote Markt (Grand-Place) in de Belgische stad Bergen. 
Het werd tussen 1458 en 1477 gebouwd in gotische stijl. In 1717-1718 werd een klokkentorentje aan het één verdieping tellende gebouw gebouwd. Aan de voorgevel bevindt zich een kunstwerk van Gérard Garouste uit 2006: een bronzen trapleuning, uitbeelding van Sint Joris (de helm) en de draak. Aan de voorgevel bevindt zich ook het aapje dat geluk brengt (Singe du Grand Garde). 
Het stadhuis bestaat uit verschillende zalen: de Trouwzaal (Salle des Mariages) met zijn zoldering in Italiaanse stijl (1682); de Commissiezaal (Salle des Commissions) met zijn schoorsteen van marmer uit Rance en de Buidelzaal (Salle des Sacquiaux) met zijn open haardvuur uit de 16de eeuw. De portrettenkamer en de grote kamers (les Grands Salons) werden heringericht met antieke meubels en kunstvoorwerpen. De staatsiewerkkamer van de burgemeester (Cabinet d’Apparat) is een van de oudste delen (15de eeuw) van het stadhuisgebouw, hoewel de huidige aankleding eind-19de-eeuws is. Achter het stadhuisgebouw ligt de Tuin van de burgemeester (Jardin du Mayeur) die in verbinding staat met het Museum van de Doudou (de vroegere Berg van barmhartigheid).

## Afbeeldingen

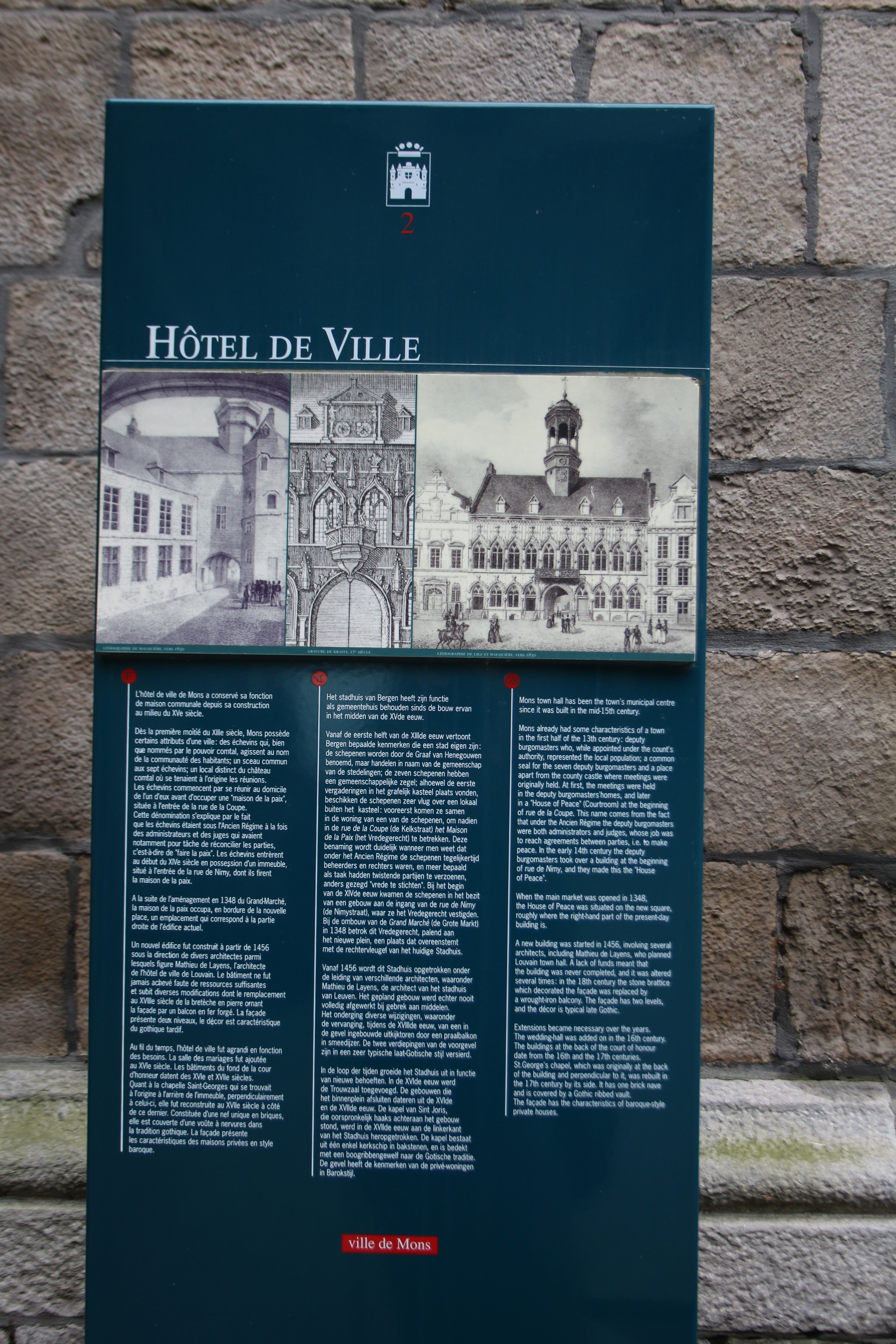
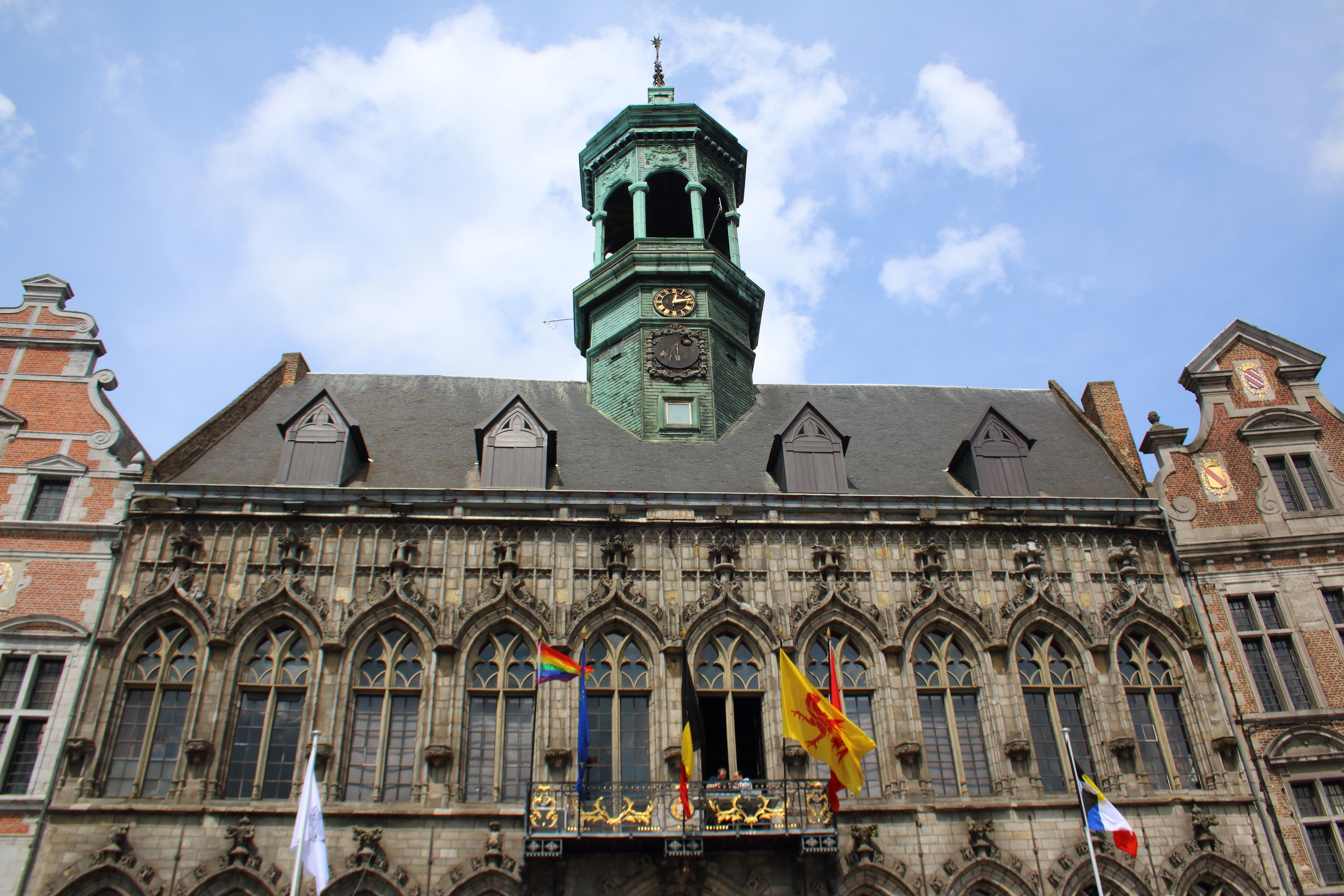
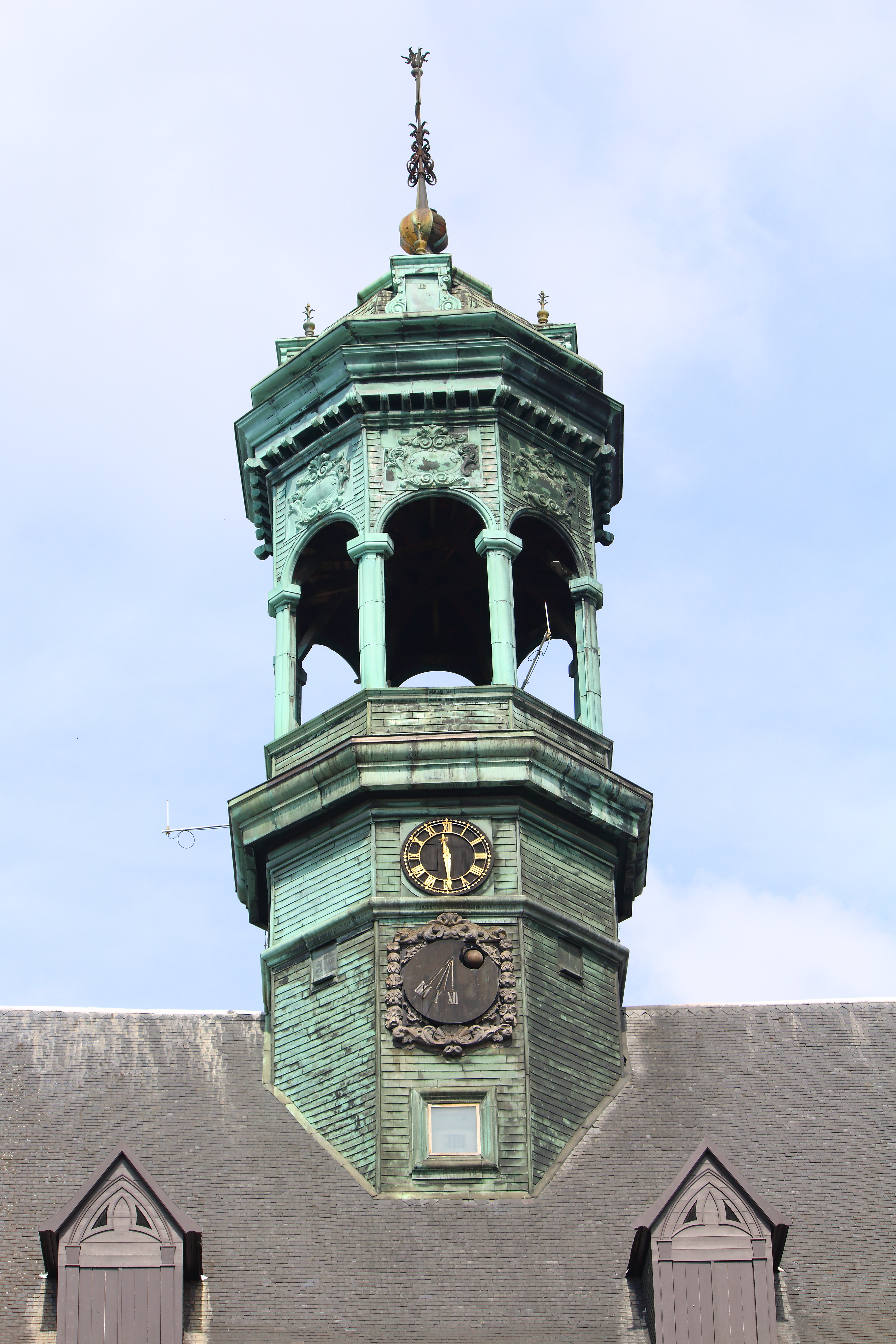
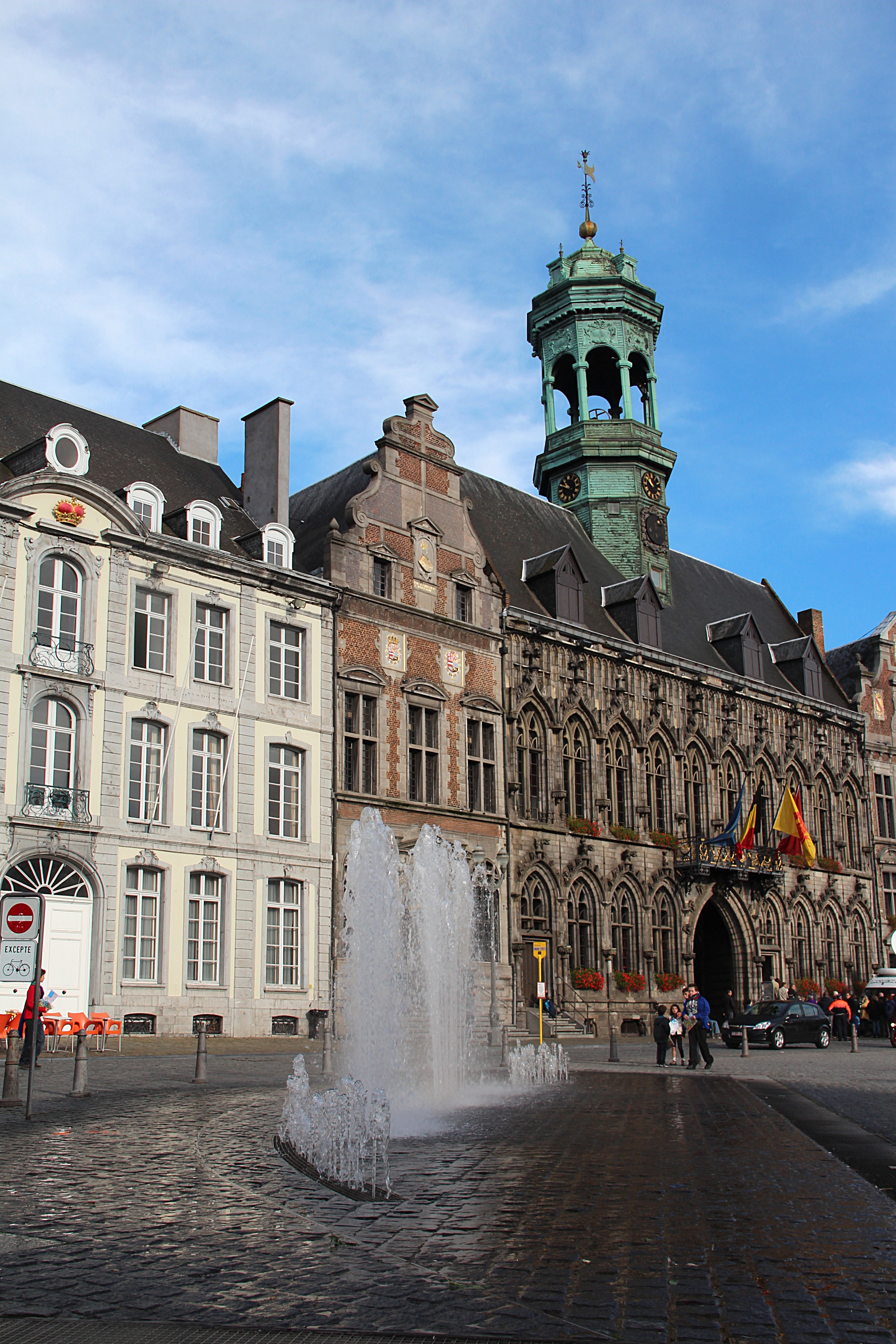
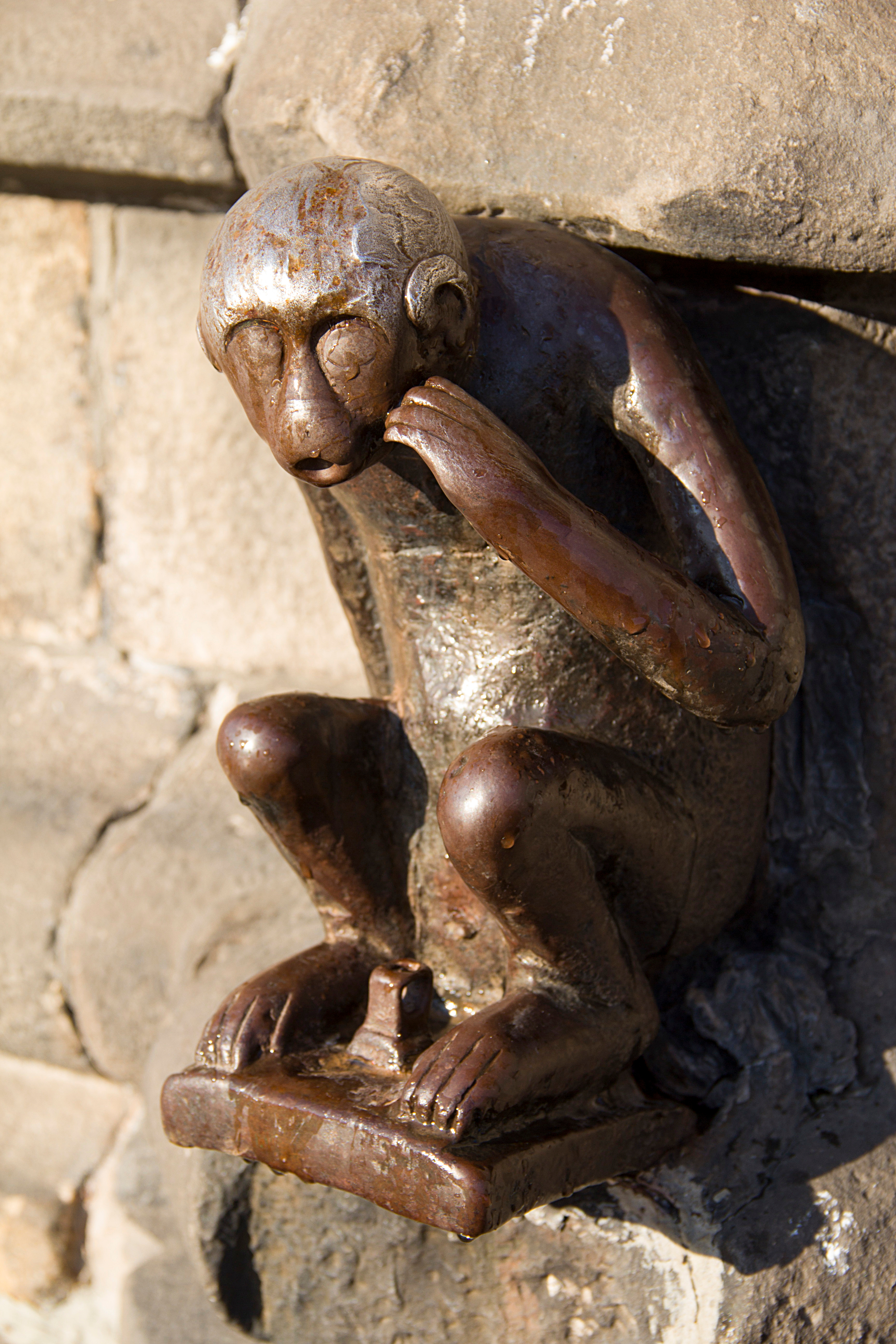